# Lista koprocesorów x86
Lista koprocesorów arytmetycznych (FPU) przeznaczonych dla rodziny procesorów x86:

## dla procesorów 8086
- Intel 8087

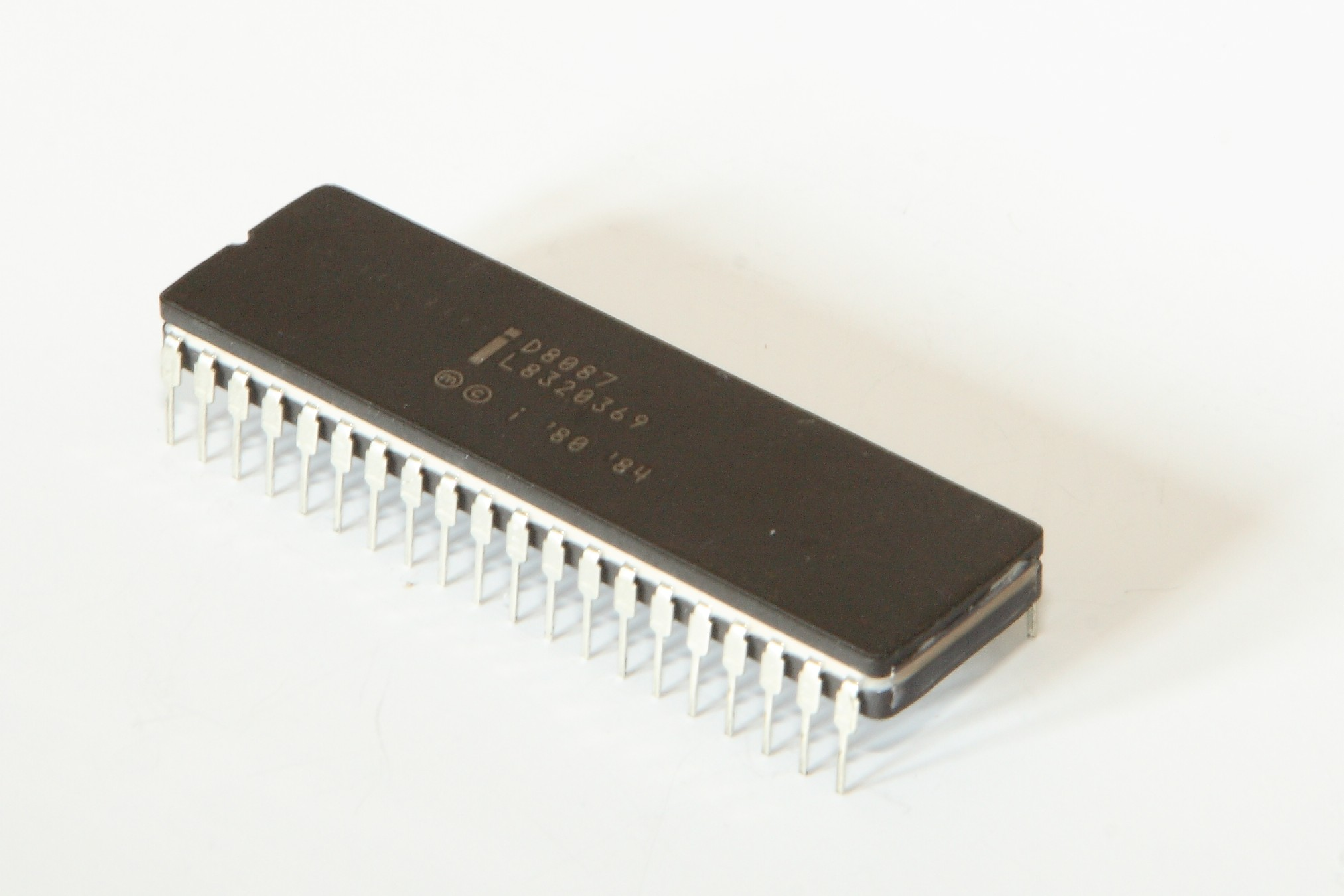
Intel 8087

  - dla Intel 8086, 8088, 80186, 80188
  - technologia NMOS
- Intel 8089
  - dla Intel 8086

## dla procesorów 80186
- Intel 80187
  - dla Intel 80C186
    - dla Intel 80D173

## dla procesorów 80286
- AMD Am287
  - wprowadzony w roku 1989
  - technologia CMOS
  - dla Intel 80286
- Cyrix Cx287
  - dla Intel 80286

## dla procesorów 80286 i 80386
- Intel 80287
  - wprowadzony w roku 1983
  - technologia NMOS
  - dla Intel 80286 i 80386

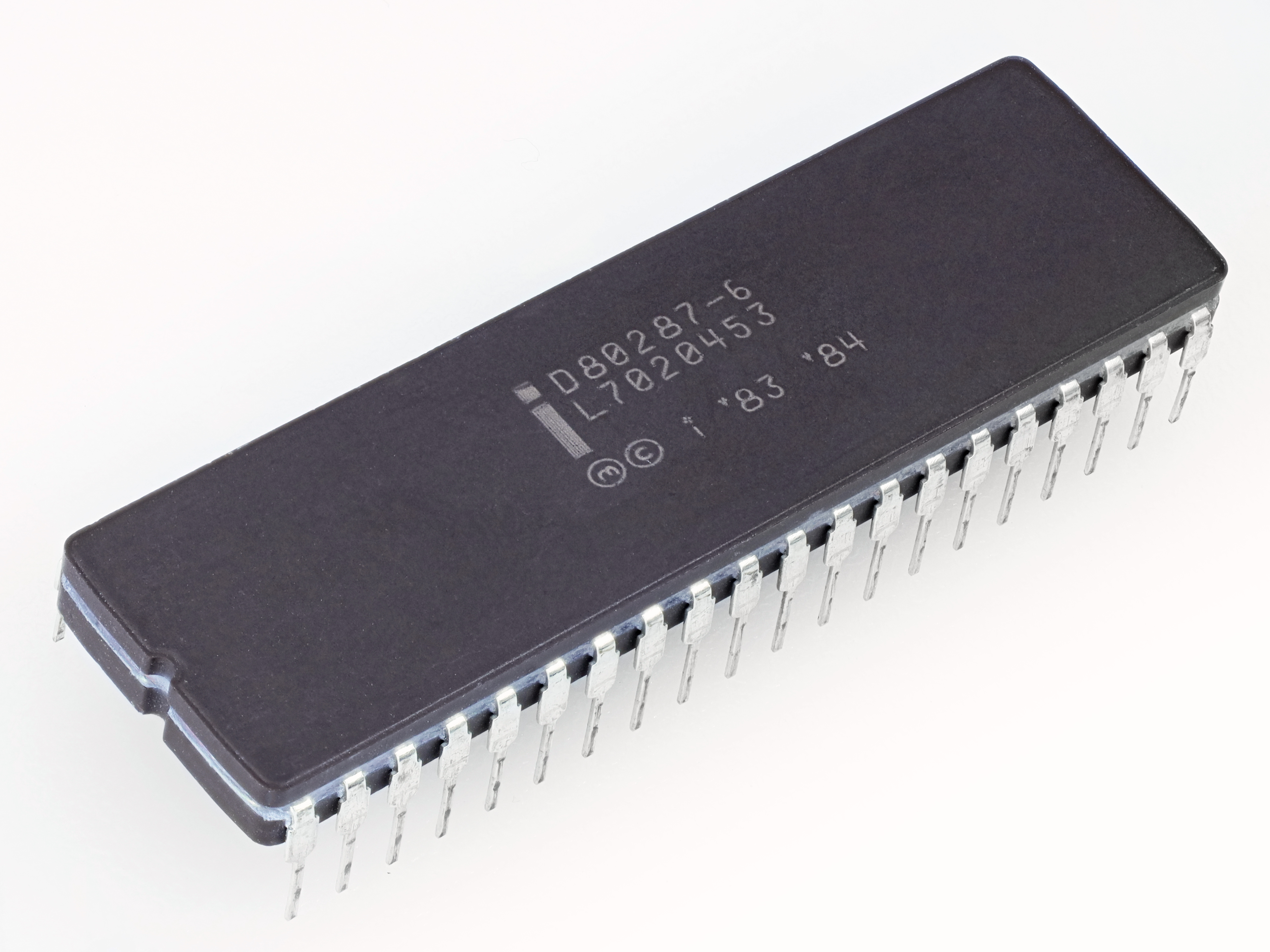
Intel 80287

  - również z taktowaniem asynchronicznym
- Intel 80287XL
  - dla Intel 80286, 80386
  - technologia CMOS
- Cyrix FasMath Cx82S87
  - wprowadzony w roku 1991
  - dla Intel 80286, 80386
  - technologia CMOS

## dla procesorów 80386
- Intel 80387
  - wprowadzony w roku 1986
  - dla Intel 80386 i 80386DX
  - technologia 1,5µ CHMOS III
- Intel 80387DX
  - wprowadzony w roku 1989
  - ulepszony Intel 80387
  - technologia CHMOS IV
- Intel 80387SX
  - dla Intel i80386SX
- Intel 80387SL Mobile
  - dla Intel i80386SL
  - wprowadzony w roku 1992

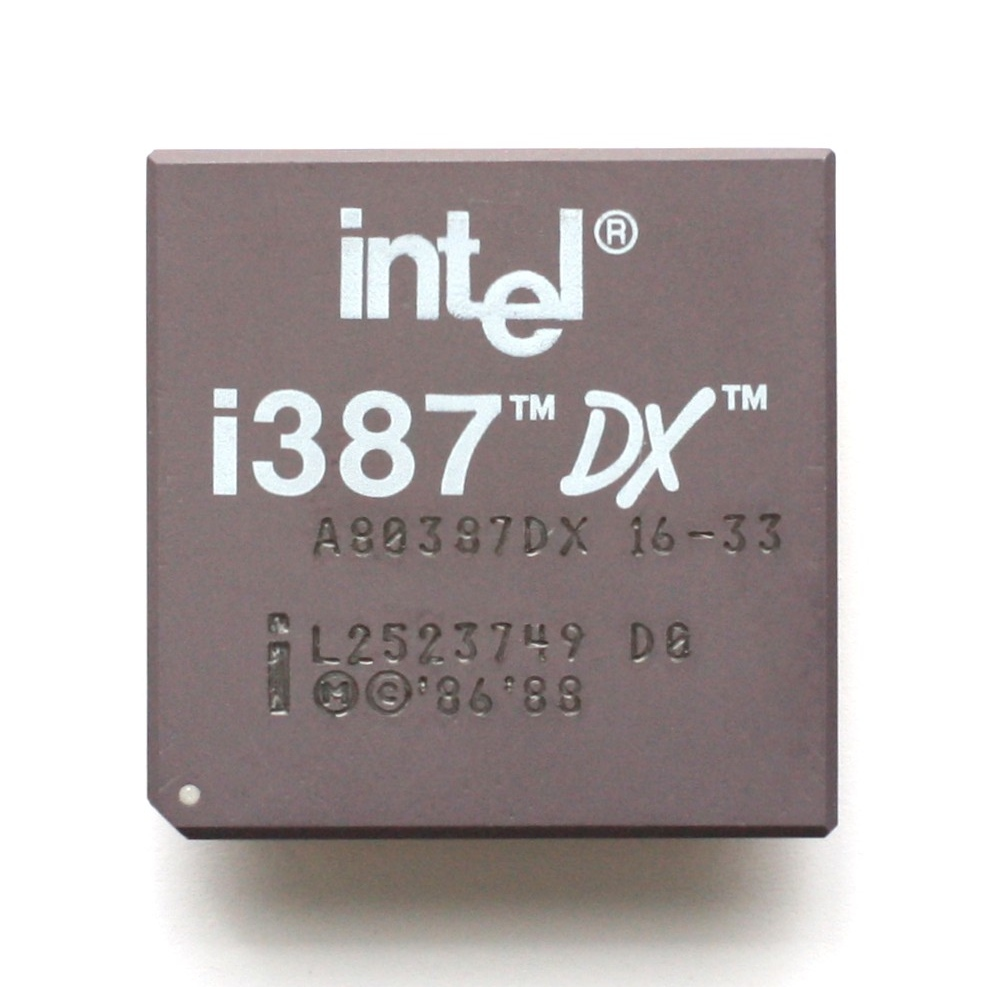
Intel i387DX

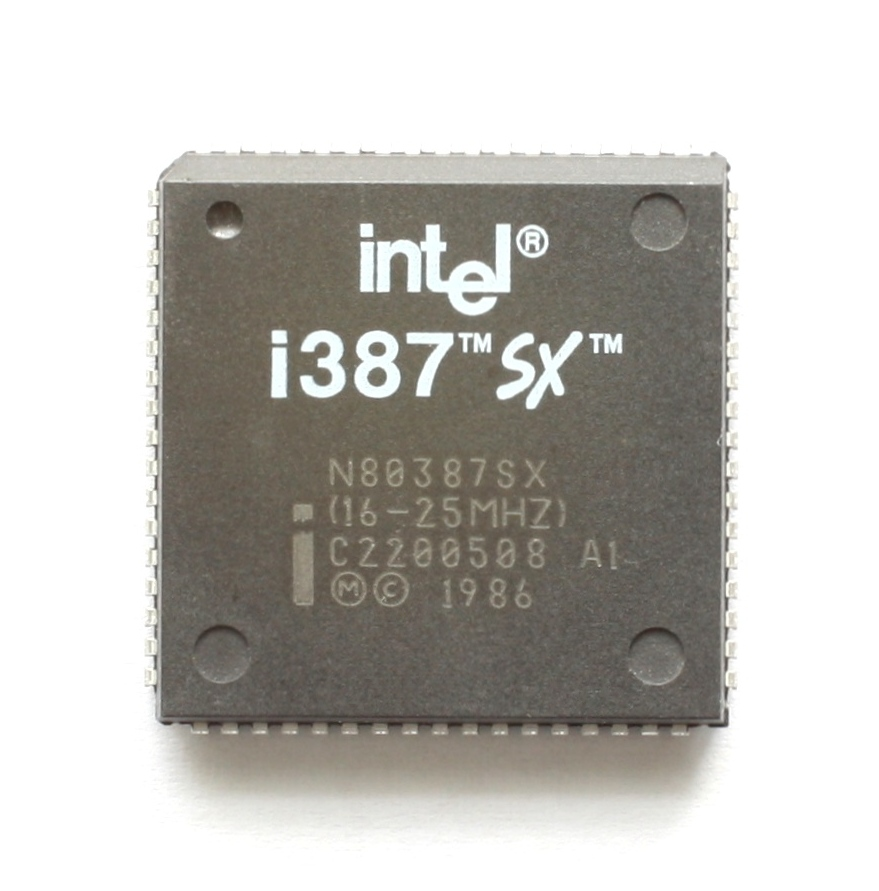
Intel i387SX

  - wbudowane zarządzanie poborem mocy
  - technologia CHMOS IV
- Cyrix FasMath Cx83D87
  - kompatybilny z Intel 80387DX, lecz szybszy
  - wbudowane zarządzanie poborem mocy
  - wprowadzony w roku 1989
  - technologia CMOS
- Cyrix Cx387DX i SX
  - kompatybilny z Intel 80387DX i SX
  - technologia CMOS
- Cyrix Cx487 DLC
  - wprowadzony dla procesora 486 DLC (pracującego w płytach głównych 386 DX)

## dla procesorów 80486

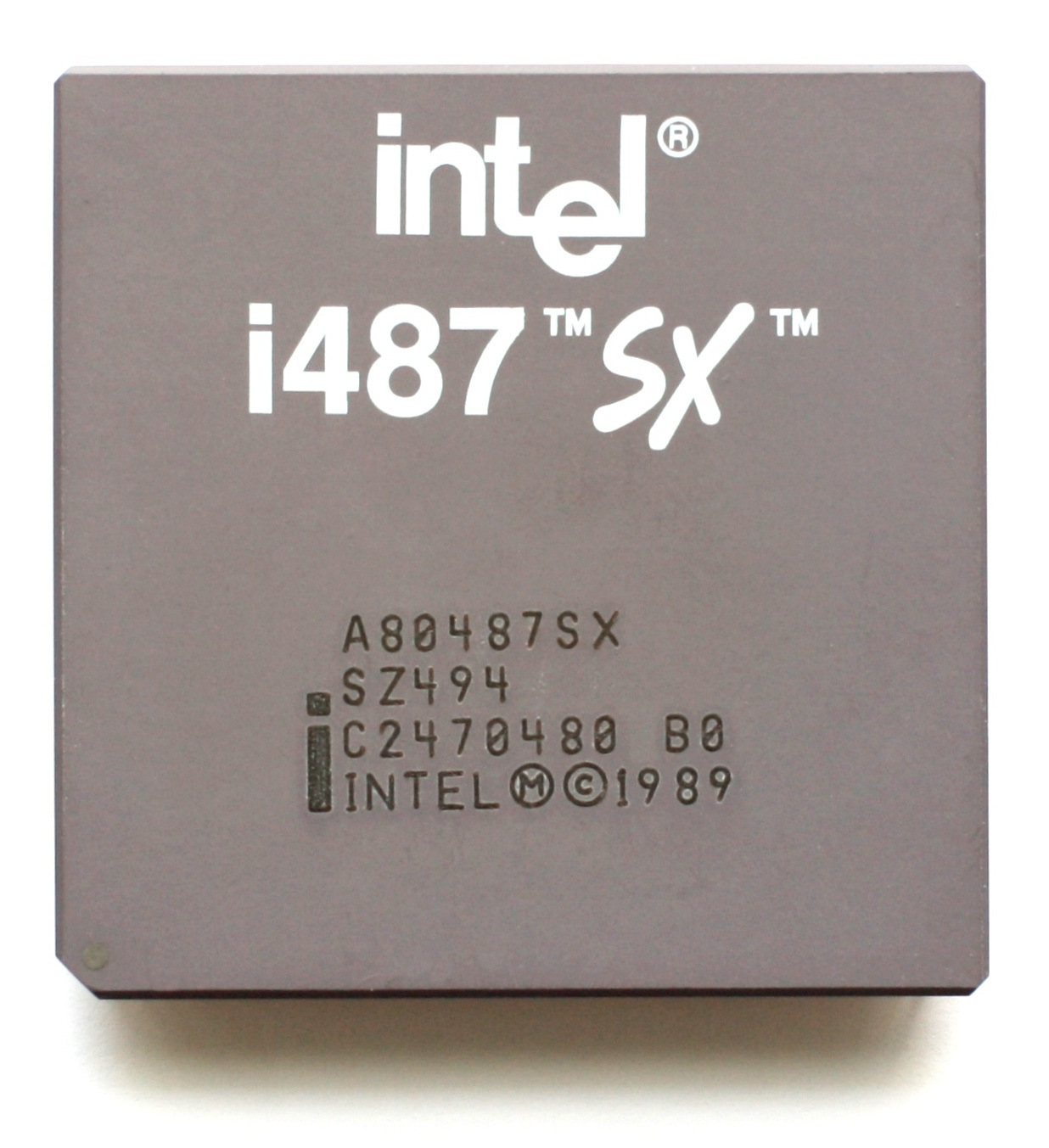
Intel i487SX

Procesor Intel 80486DX (oraz jego następcy) mają zintegrowany koprocesor arytmetyczny. Dla wariantu procesora Intel 80486SX (bez zintegrowanego koprocesora) stosowano koprocesor Intel 80487SX, którym w zasadzie był Intel 80486DX, lecz z innym wyprowadzeniem końcówek (pinów).

## Weitek

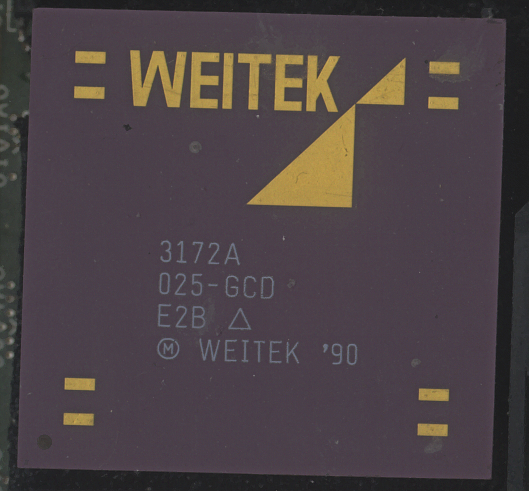
Koprocesor Weitek

Koprocesory dla x86 oferowała także firma Weitek. Znamiennym był fakt, że lista rozkazów procesora Weitek nie była zgodna z listą x87. Koprocesor można było instalować w niektórych płytach głównych obok istniejącego 80387. Z koprocesora Weitek potrafiły skorzystać nieliczne programy (AutoCAD, Lotus 123, Mathematica). Jeśli system posiadał zarówno 80387 i koprocesor Weitek, to możliwe było równoległe prowadzenie obliczeń na obu jednostkach. Koprocesory Weitek miały kilkunastokrotnie większą moc obliczeniową od układów FPU 80387 i jednostki zintegrowanej z i486. Był rzadko spotykany z uwagi na znikomą przydatność dla przeciętnego użytkownika (korzystały z niego tylko specjalistyczne wybrane programy) i bardzo wysoką cenę. Obsługa koprocesora Weitek była uwzględniona w sterowniku EMM386.EXE dostarczanym z systemem MS-DOS (od wersji 5.0).
```
c:\util>emm386 /?
Włącza lub wyłącza obsługę pamięci typu expanded EMM386.

EMM386 [ON | OFF | AUTO] [W=ON | W=OFF]

  ON | OFF | AUTO Uaktywnia sterownik urządzenia EMM386.EXE,
                       lub przełącza na tryb automatyczny.
  W=ON | OFF Włącza i wyłącza obsługę koprocesora Weitek.

```

Występowały dwie wersje koprocesora Abacus 1167:
- Weitek 3167 dla procesora 80386DX
- Weitek 4167 dla procesora i486

Weitek 4167 posiadał moc obliczeniową przewyższającą koprocesor w Pentium 100.